# Nilson Borges
Nilson Borges (São Paulo, 16 de dezembro de 1941 — Curitiba, 3 de fevereiro de 2021) foi um futebolista brasileiro que atuava como ponta-esquerda.

## Carreira
Iniciou a carreira nos times de base da Associação Portuguesa de Desportos e profissionalizou-se em 1960 no mesmo clube.
No início de 1965, foi para a Europa com o apoio de um empresário português, jogando e treinando no Standard Liège, da Bélgica, e no Sporting, de Portugal. Porém, não os defendeu em jogos oficiais, somente em amistosos, pois não chegou a ser contratado por estes clubes. Segundo Nilson contaria, em entrevista de 2015, o empresário pedia valores acima do mercado.
Retornou ao Brasil ainda em meados de 1965 e foi contratado pelo América de Rio Preto e depois pela Portuguesa.
Em 1966, foi para o Corinthians, onde ficou apenas como reserva de Gilson Porto, condição que disputou com Lima. Depois de disputar apenas seis partidas com a camisa corintiana, foi transferido para o Juventus e, depois, para o Atlético Paranaense em 1968, contratado por Jofre Cabral e Silva.
No rubro-negro paranaense, jogou ao lado de Djalma Santos, Bellini, Zequinha, Gildo, Durval, Del Vechio, Nair e Zezinho e participou da conquista do Campeonato Paranaense de 1970, que quebrou um jejum de doze anos sem títulos do clube. 
Também atuou no Coritiba (1969, no Torneio Roberto Gomes Pedrosa), no Bahia (1972) e aposentou-se em 1974 no Atlético Paranaense. 
Após pendurar as chuteiras, tornou-se funcionário do Atlético, atuando em várias funções do departamento esportivo, incluindo técnico e auxiliar técnico dos times de base e do profissional.
Pela idade, em 2020 foi afastado das atividades em função da pandemia de COVID-19 e neste período, contraiu uma doença, ainda desconhecida, que paralisou as suas pernas.

## Morte
Borges morreu no dia 3 de fevereiro de 2021, na cidade de Curitiba, aos 79 anos de idade.

## Título
- Campeonato Paranaense de Futebol pelo Clube Atlético Paranaense: 1970